# Castelsarrasin
Castelsarrasin (okcitansko Los Sarrasins) je naselje in občina v južni francoski regiji Jug-Pireneji, podprefektura departmaja Tarn-et-Garonne. Leta 2009 je naselje imelo 12.960 prebivalcev.

## Geografija
Kraj leži v južni Franciji na desnem bregu reke Garone, 21 km vzhodno od Montaubana.

## Administracija
Castelsarrasin je sedež dveh kantonov:
- Kanton Castelsarrasin-1 (del občine Castelsarrasin),
- Kanton Castelsarrasin-2 (del občine Castelsarrasin, občine Meauzac, Albefeuille-Lagarde, Barry-d'Islemade, Les Barthes, La Bastide-du-Temple).

Naselje je prav tako sedež okrožja, v katerega so poleg njegovih vključeni še kantoni Auvillar, Beaumont-de-Lomagne, Bourg-de-Visa, Lauzerte, Lavit, Moissac-1/2, Montaigu-de-Quercy, Saint-Nicolas-de-la-Grave in Valence z 76.443 prebivalci.

## Zanimivosti
- cerkev Presvetega Odrešenika, omenjena 961, prenovljena 1254,

## Pobratena mesta
- Fiume Veneto (Italija);